# Pão de alho

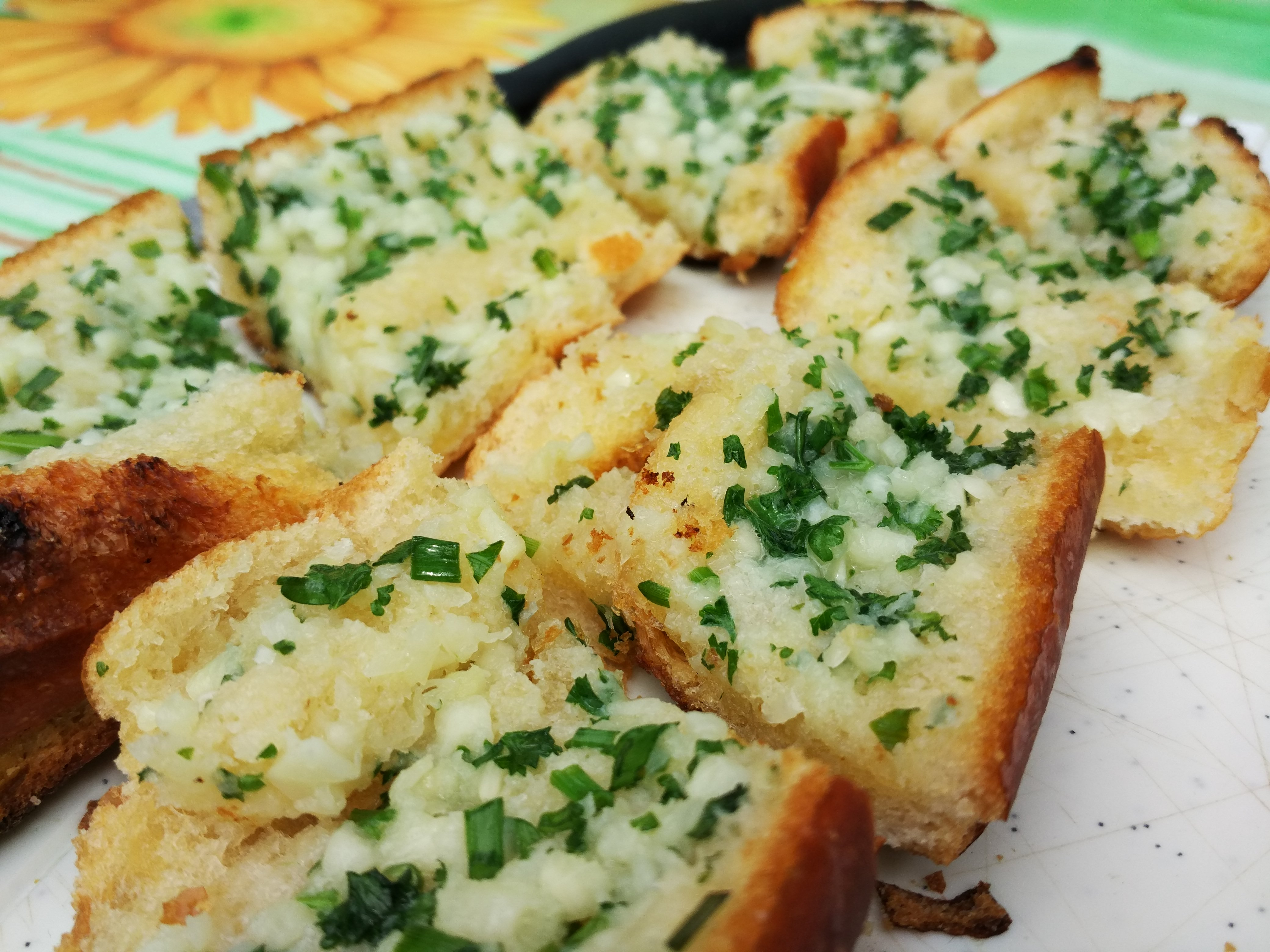

O pão-com-alho é uma iguaria originária da culinária ítalo-americana e consiste tipicamente de algum tipo de pão guarnecido com uma mistura de alho e azeite ou manteiga, grelhado, tostado ou assado no forno. Pode ser servido como um antepasto, ou como acompanhamento de qualquer refeição, como por exemplo, um churrasco.
A receita foi desenvolvida por imigrantes italianos nos Estados Unidos. Existem dois tipos básicos de pão-com-alho, aquele em que se barram fatias de pão com a mistura de alho, se cobrem com queijo ralado e se assam no forno, numa preparação muito semelhante à bruschetta italiana; ou abrindo um pão ao meio, no sentido longitudinal, ou em fatias, não as deixando separar-se, se barra a parte interior do pão com a mistura de alho, e se assam no forno ou na grelha do churrasco; por vezes, o pão assim preparado é primeiro enrolado em folha de alumínio.
A mistura de alho pode ser composta apenas de alho e azeite ou manteiga, ou pode levar ervas aromáticas, como salsa ou orégão, maionese e vários tipos ou misturas de queijos.

## Pão-de-alho industrializado
O pão de alho congelado foi desenvolvido da década de 1972 pela empresa americana Cole's Quality Foods, do Michigan. Ao longo dos anos criou-se um debate a respeito da origem do pão de alho, mais especificamente se ele seria uma variação da bruschetta italiana ou uma criação genuinamente americana (Texas torrada, ou "torrada texana").